# Совське кладовище
Совське́ кладови́ще — некрополь у Солом'янському районі міста Києва. Утворено 1919 року. Облік поховань ведеться з 1954 року. Закрито для поховань з 2009 року, дозволяються лише підпоховання у родинну могилу.
На території кладовища знаходиться Храм праведного Лазаря Чотириденного УПЦ (МП).

## Поховані
- [3]Анікєєнко Віталій Сергійович (1987—2011) — хокеїст, гравець російського «Локомотива».
- Вайнруб Матвій Григорович (1910—1998) — Герой Радянського Союзу, командувач танковими військами.
- Вірастюк Світлана Василівна (1978—2006) — дружина стронгмена Василя Вірастюка.
- Возна-Кушнір Галина Петрівна (1931—2017) — українська мікробіолог, правозахисниця.
- Зеленський Євгеній Олександрович (1991—2014) — Герой України, старший лейтенант 8-го окремого полку спеціального призначення (Україна).
- Іллєнко Вадим Герасимович — кінорежисер.
- Іщенко Андрій Венедиктович (1937—2005) — оперний співак
- Колчинський Олександр Леонідович (1955—2002) — борець, двократний олімпійський чемпіон
- Кузенко Геннадій Артемович (1923—2007) — Герой Радянського Союзу, артилерист
- Лейко Сергій Ілліч (1959—1995) — київський кримінальний «авторитет» (Лейка)
- Луцький Георгій Михайлович (1938—2024) — український науковець, доктор технічних наук
- Малинка Костянтин Арсентійович (1922—1980) — Герой Радянського Союзу, танкіст
- Нікулічев Володимир Григорович (1948—1992) — київський кримінальний «авторитет» (Пуля)
- Рапп Ігор Володимирович (1947—2001) — державний діяч
- Ромас Прокоп Митрофанович (1918—2005) — Герой Радянського Союзу, артилерист
- Рибалко Віктор Іванович (1950—2005) — київський кримінальний «авторитет» (Рибка)
- Собченко Данило Євгенович (1991—2011) — хокеїст, гравець російського «Локомотива».
- Ткаченко Андрій Якович (1918—1978) — Герой Радянського Союзу, льотчик
- Фернандес Арнальдо (1927—2005) — режисер-документаліст
- Олексій Ярмольський (1916—2003) — організатор кіновиробництва, директор фільмів

## Зображення

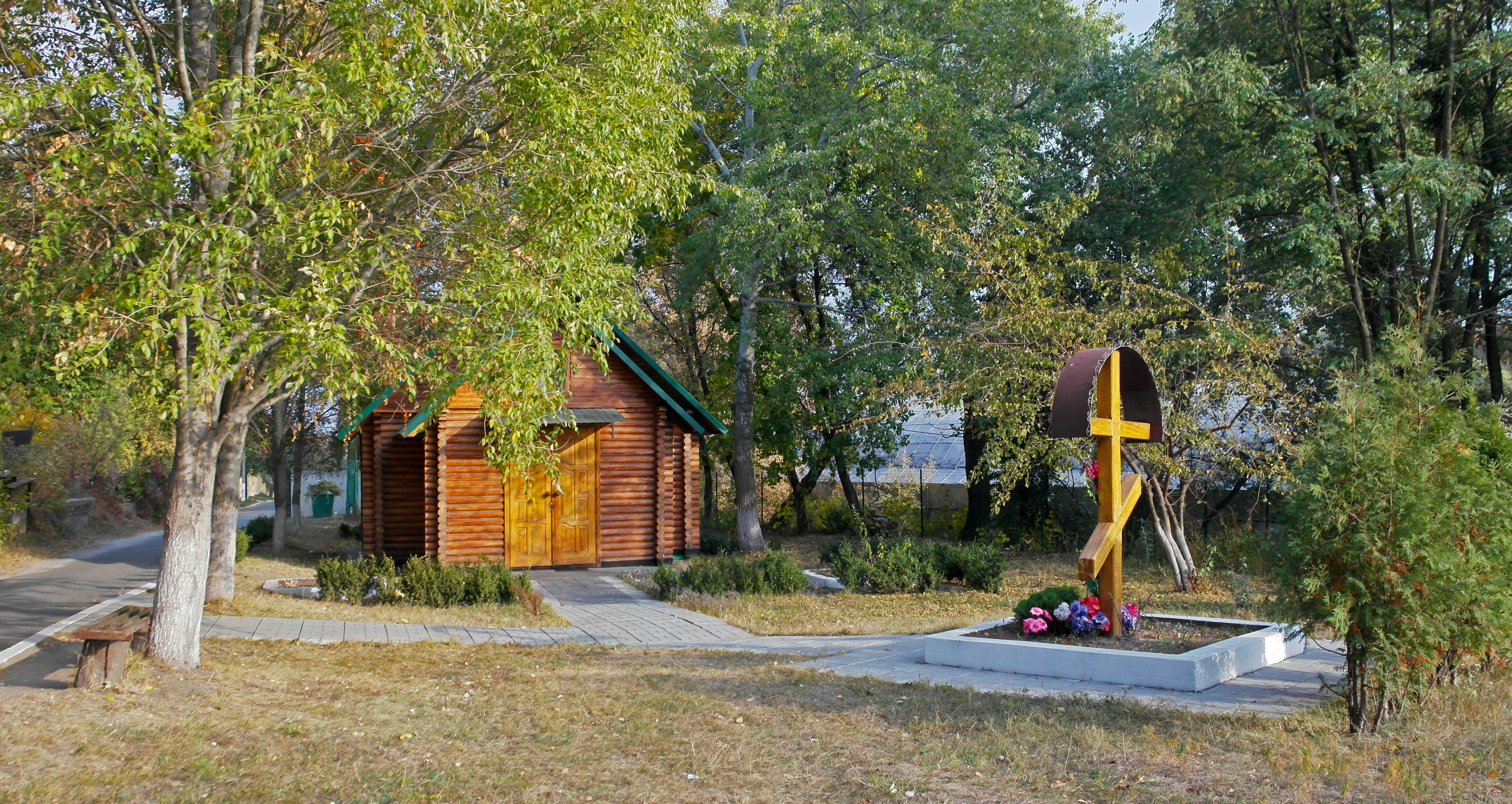
Совське кладовище, Храм праведного Лазаря Чотириденного УПЦ (МП)
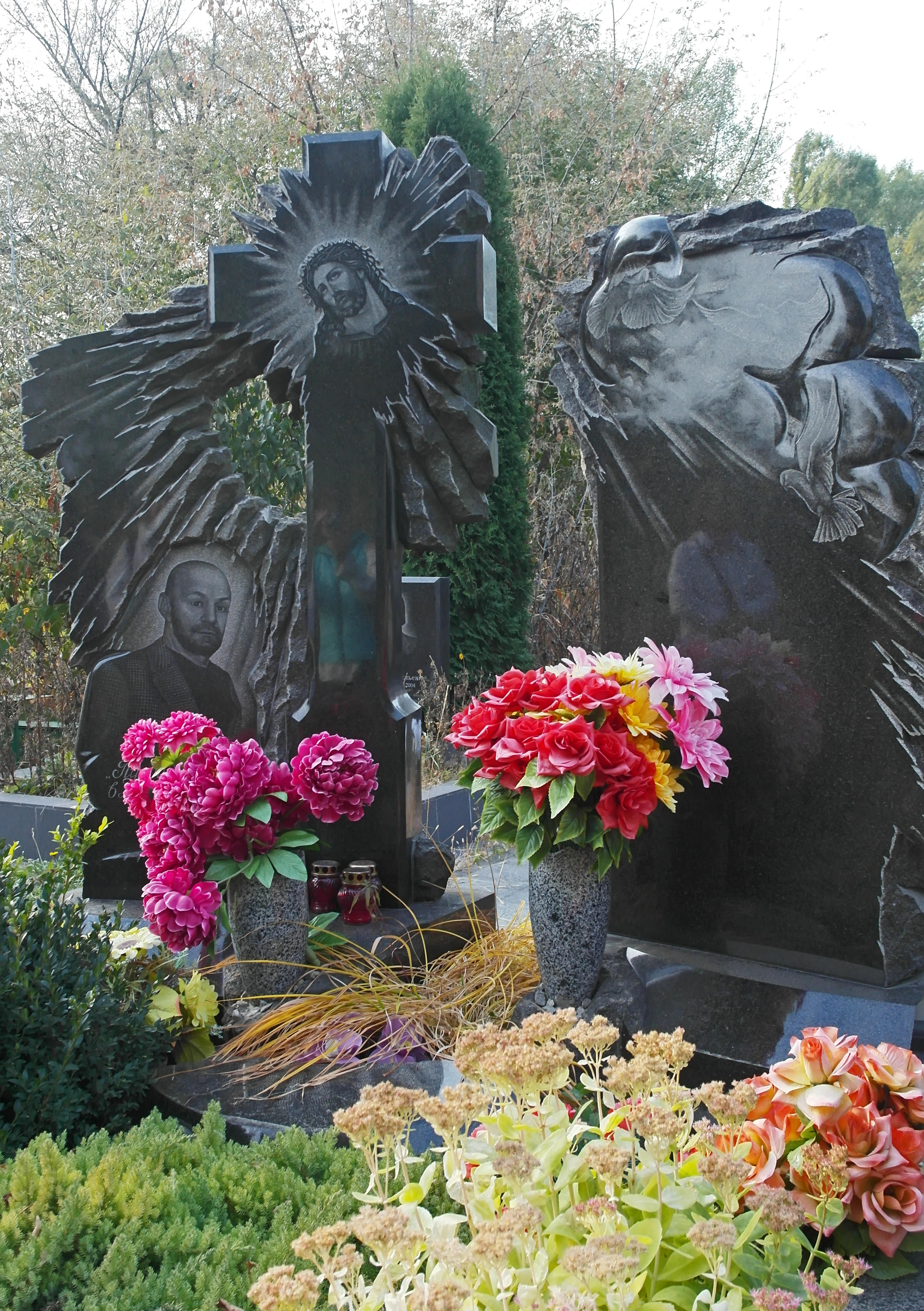
Могила Віктора Рибалки («Рибки»)